# 乐平专区
乐平专区（乐平专署），中华人民共和国江西省已撤销的专区，在今江西省东北部。1949年置乐平专区，专员公署驻乐平县。辖景德镇市及浮梁、婺源、乐平、德兴、鄱阳、万年、余干7县。

## 历史
1949年9月6日江西省人民政府公布设立乐平专署，驻乐平，辖景德镇市、乐平、德兴、万年、余干、鄱阳、浮梁、婺源1市7县。
1950年乐平专区更名为浮梁专区，专员公署由乐平县迁至景德镇市。

## 行政区划
1949年时辖1市7县。
- 县级市：景德镇市
- 县：浮梁县（景德镇市）、婺源县（城关镇）、乐平县（乐平镇）、德兴县（银城镇）、鄱阳县（鄱阳镇）、万年县（城厢镇）、余干县（城关镇）